# Landtag Schwarzburg-Rudolstadt (1871–1874)
Dieser Artikel behandelt den  Landtag Schwarzburg-Rudolstadt 1871–1874.

## Landtag
Die Landtagswahl fand am 3. Januar 1871 statt.
Als Abgeordnete wurden gewählt:
| Name                                               | Partei | Wohnort       | Kurie             | Wahlkreis                        | Anmerkung                                                                                |
| -------------------------------------------------- | ------ | ------------- | ----------------- | -------------------------------- | ---------------------------------------------------------------------------------------- |
| Gustav Adolph Baumbach                             | NLP    | Königsee      | Allgemeine Wahlen | Königsee II                      |                                                                                          |
| August Julius Gustav Friedrich Ludwig von Beulwitz | DRP    | Rudolstadt    | Allgemeine Wahlen | Leutenberg                       | Mandat am 13. Dezember 1873 niedergelegt                                                 |
| August Wilhelm Günther Bleichrodt                  |        | Frankenhausen | Höchstbesteuerte  | Landratsamtsbezirk Frankenhausen |                                                                                          |
| Johann Georg August Bräutigam                      |        | Stadtilm      | Allgemeine Wahlen | Ilm                              |                                                                                          |
| Robert Oskar Frh. v. Ketelhodt                     | DRP    | Königsee      | Allgemeine Wahlen | Katzhütte                        | Mandat am 22. Juli 1872 niedergelegt. Nachfolger: List                                   |
| Heinrich Eduard Knoch                              | NLP    | Blankenburg   | Allgemeine Wahlen | Blankenburg                      |                                                                                          |
| Friedrich Emil Kühn                                | F      | Königsee      | Allgemeine Wahlen | Königsee I                       |                                                                                          |
| Carl Christian Otto List                           |        | Neuhaus       | Allgemeine Wahlen | Katzhütte                        | Nachfolger für von Ketelhodt ab 8. Januar 1873; Mandat am 13. Dezember 1873 niedergelegt |
| Gustav Albert Meißner                              |        | Stadtilm      | Höchstbesteuerte  | Landratsamtsbezirk Rudolstadt    |                                                                                          |
| Johann Constant Delius Mohr                        |        | Aschau        | Höchstbesteuerte  | Landratsamtsbezirk Königsee      | Mandat am 13. Dezember 1873 niedergelegt                                                 |
| Johann August Wilhelm Neubert                      |        | Borxleben     | Allgemeine Wahlen | Frankenhausen II                 | Mandat am 13. Dezember 1873 niedergelegt                                                 |
| Carl Gustav Neumann                                |        | Rudolstadt    | Allgemeine Wahlen | Rudolstadt II                    |                                                                                          |
| Gustav Adolf Friedrich Picard                      |        | Schlotheim    | Allgemeine Wahlen | Schlotheim                       | Mandat am 13. Dezember 1873 niedergelegt                                                 |
| Freund Gottfried Gottlob Carl Scherf               | F      | Rudolstadt    | Allgemeine Wahlen | Rudolstadt I                     |                                                                                          |
| Hermann Sempert                                    |        | Rudolstadt    | Höchstbesteuerte  | Landratsamtsbezirk Rudolstadt    | Mandat am 13. Dezember 1873 niedergelegt                                                 |
| Johann August Friedrich Welke                      | SDAP   | Frankenhausen | Allgemeine Wahlen | Frankenhausen I                  | Mandat am 13. Dezember 1873 niedergelegt                                                 |
| Carl Liebrecht Wilhelm                             |        | Oberweißbach  | Allgemeine Wahlen | Oberweißbach                     |                                                                                          |

Der Landtag wählte unter Alterspräsident Eduard Knoch seinen Vorstand. Landtags-Director (Parlamentspräsident) wurde Eduard Knoch. Als Stellvertreter wurde August Bleichrodt gewählt.
Der Landtag kam zwischen dem 9. Februar 1871 und dem 13. Dezember 1873 zu 31 öffentlichen Plenarsitzungen in einer ordentlichen und einer außerordentlichen Sitzungsperiode zusammen.